# 布洛姆凱斯特 (明尼蘇達州)
布洛姆凱斯特（英語：Blomkest，/ˈblʌmkɛst/ BLUM-kest）是一個位於美國明尼蘇達州坎迪約希縣的城市。

## 人口
根據2020年美國人口普查的數據，布洛姆凱斯特的面積為2.64平方千米，皆為陸地。當地共有人口145人，而人口密度為每平方千米55人。